# カラバルタ
カラバルタ (英語: Kara-Balta、キルギス語: Кара-Балта、黒い斧を意味する) は、キルギス・チュイ州のチュイ川沿いにある都市である。1989年時点の人口は53,887人、2001年時点の人口は43,351人、2012年時点の人口は37,950人である。

## 概要
カラバルタはコーカンド・ハン国時代の1825年に設立され、ソビエト連邦時代の1975年に都市へと昇格した。
カラバルタはキルギス山地の北嶺部分に位置し、チュイ州の西部、首都ビシュケクから62km西にある。また、カラバルタにはカインディからカザフスタンのタラズへと続く道路が通っている。その他にもToo-Ashooトンネルを通って南へと抜ける道路があり、この道路はその後西のタラス州方面へ向かう道路とスーサミル渓谷を通過して南東部のイシク・クルのあるバルイクチへと向かう道路へと分岐する。
気候は温暖で、南北に多少傾斜はあるもののおよそ平坦である。
チュイ渓谷には15世紀より人が居住するようになったが、一帯をチンギス・カンが支配するようになった後は牧畜民、遊牧民が住み着くようになった。しかし、その後町が作られコーカンド・ハン国時代には大いに栄えた。

## 経済
カラバルタの主要産業は鉱業であり、カラバルタを拠点とするKara-Balta Ore Mining Combine (KBMP)は中央アジア最大の採鉱企業である。ソビエト連邦時代はキルギスとカザフスタンにあったウラン鉱床の採掘が盛んに行われた。独立以後、キルギスの鉱山は急速に閉鎖に向かっているものの、KBMPは資源不足から事業撤退を行う2005年までカザフスタンからウラン濃縮を続けていた。しかし、ウラン採掘事業撤退後もウラン鉱滓は問題を引き起こしている。KBMPは金やモリブデン鉱石の採鉱を行なっている。
2007年2月、ロシアのレノヴァグループ (Renova Group) はカラバルタのウラン生産施設に関し、キルギス政府が保有していた株式の72.8％を購入することに成功した。

## スポーツ
カラバルタにはバンディのクラブがある。また、国内最上位サッカーリーグであるキルギス・リーグにFCヒミク・カラバルタが参戦している。

## 軍
カラバルタにはロシア軍が駐留している。